# Processo exotérmico

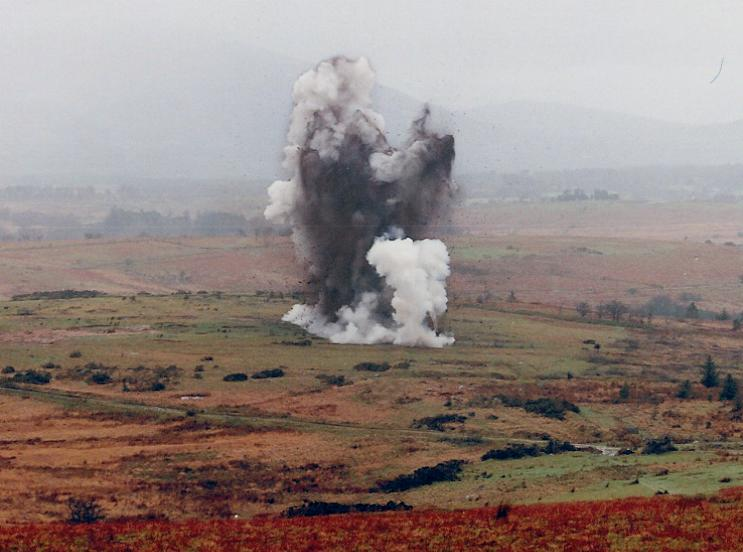
As explosões são algumas das reações exotérmicas mais violentas.

Na termodinâmica, um processo exotérmico (do grego antigo έξω (éxō) "para fora" e θερμικός (thermikós) "térmico") é um processo ou reação termodinâmica que libera energia do sistema para o ambiente, geralmente na forma de calor, mas também na forma de luz (por exemplo, faísca, chama ou lampejo), eletricidade (por exemplo, uma bateria) ou som (por exemplo, a explosão ouvida ao queimar hidrogênio). O termo exotérmico foi cunhado pela primeira vez pelo químico francês do século XIX Marcellin Berthelot.
O oposto de um processo exotérmico é um processo endotérmico, que absorve energia, geralmente na forma de calor. O conceito é frequentemente aplicado nas ciências físicas a reações químicas em que a energia da ligação química é convertida em energia térmica (calor).

## Dois tipos de reações químicas
Exotérmico e endotérmico descrevem dois tipos de reações químicas ou sistemas encontrados na natureza, como segue:

### Exotérmica
Uma reação exotérmica ocorre quando o calor é liberado para o ambiente. Segundo a IUPAC, uma reação exotérmica é "uma reação para a qual a mudança geral de entalpia padrão ΔH⚬ é negativa". Alguns exemplos de processos exotérmicos são a combustão, a condensação e a fissão nuclear, usada em usinas nucleares para liberar grandes quantidades de energia.

### Endotérmica
Em uma reação ou processo endotérmico, a energia é retirada do ambiente no decorrer da reação, geralmente impulsionada por um aumento favorável de entropia no sistema. Um exemplo de reação endotérmica é uma bolsa térmica de primeiros socorros, na qual a reação de dois produtos químicos, ou a dissolução de um em outro, requer calorias do ambiente, e a reação resfria a bolsa e o ambiente ao absorver o calor deles.
A fotossíntese, processo que permite que as plantas convertam o dióxido de carbono e a água em açúcar e oxigênio, é um processo endotérmico: as plantas absorvem a energia radiante do sol e a utilizam em um processo endotérmico, de outra forma não espontâneo. A energia química armazenada pode ser liberada pelo processo inverso (espontâneo): a combustão do açúcar, que gera dióxido de carbono, água e calor (energia radiante).

## Liberação de energia
Exotérmica refere-se a uma transformação na qual um sistema fechado libera energia (calor) para o ambiente, expressa por
{\displaystyle Q>0.}
Quando a transformação ocorre a pressão constante e sem troca de energia elétrica, o calor Q é igual à mudança de entalpia, ou seja
{\displaystyle \Delta H<0,}
enquanto, em volume constante, de acordo com a primeira lei da termodinâmica, é igual à mudança de energia interna (U), ou seja
{\displaystyle \Delta U=Q+0>0.}
Em um sistema adiabático (ou seja, um sistema que não troca calor com o ambiente), um processo exotérmico resulta em um aumento na temperatura do sistema.
Nas reações químicas exotérmicas, o calor liberado pela reação assume a forma de energia eletromagnética ou energia cinética das moléculas. A transição dos elétrons de um nível de energia quântica para outro, causa a liberação de luz. Essa luz é equivalente em energia a parte da energia de estabilização da energia para a reação química, ou seja, a energia de ligação. Essa luz liberada pode ser absorvida por outras moléculas em solução para dar origem a translações e rotações moleculares, o que dá origem ao entendimento clássico de calor. Em uma reação exotérmica, a energia de ativação (energia necessária para iniciar a reação) é menor do que a energia liberada posteriormente, portanto, há uma liberação líquida de energia.

## Exemplos

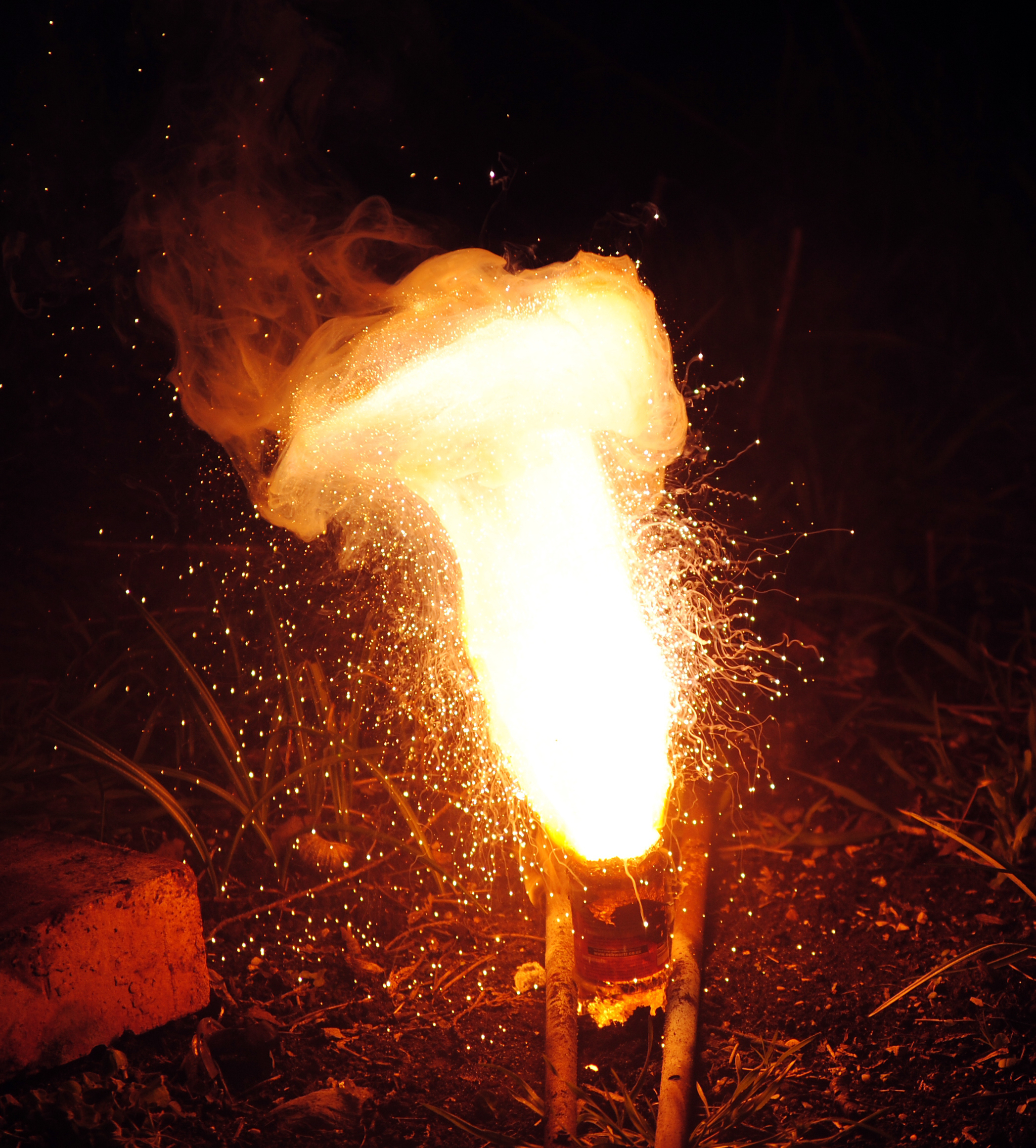
Uma reação exotérmica de termite usando óxido de ferro (III). As faíscas que voam para fora são glóbulos de ferro derretido, deixando fumaça em seu rastro.

Alguns exemplos de processos exotérmicos são:
- Combustão de materiais como madeira, carvão e óleo/petróleo
- A reação de termite[15]
- A reação de metais alcalinos e outros metais altamente eletropositivos com água
- Condensação da chuva a partir do vapor de água
- Mistura de água e ácidos fortes ou bases fortes
- A reação de ácidos e bases
- Desidratação de carboidratos por ácido sulfúrico
- O endurecimento do cimento e do concreto
- Algumas reações de polimerização, como o endurecimento da resina epóxi
- A reação da maioria dos metais com halogênios ou oxigênio
- Fusão nuclear em bombas de hidrogênio e em núcleos estelares (para ferro)
- Fissão nuclear de elementos pesados
- A reação entre o zinco e o ácido clorídrico
- Respiração (quebra da glicose para liberar energia nas células)

## Implicações para reações químicas
As reações químicas exotérmicas são geralmente mais espontâneas do que suas contrapartes, as reações endotérmicas.
Em uma reação termoquímica que é exotérmica, o calor pode ser listado entre os produtos da reação.